# Église de l'Ascension de Mionica
Pour les articles homonymes, voir Église de l'Ascension.
L'église de l'Ascension de Mionica (en serbe cyrillique : Црква Вазнесења Христовог у Мионици ; en serbe latin : Crkva Vaznesenja Hristovog u Mionici) est une église orthodoxe serbe serbe située à Mionica et dans le district de Kolubara en Serbie. Elle est inscrite sur la liste des monuments culturels protégés de la république de Serbie (no SK 351).

## Présentation

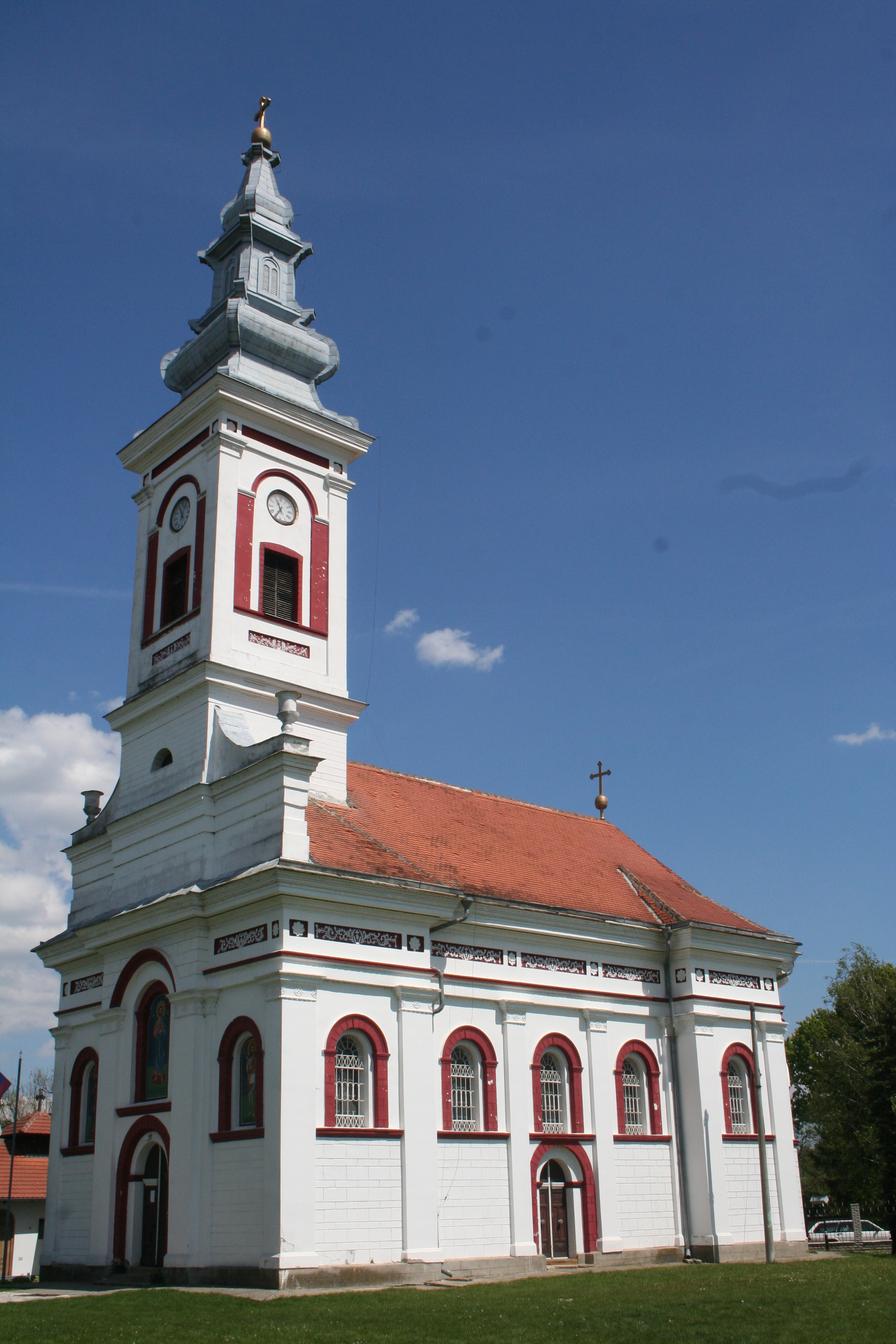
Autre vue de l'église.

L'église a été construite en 1856, grâce à des citoyens de la ville et avec l'appui de Svetozar Nenadović, le fils de Mateja Nenadović, et de Jevrem Nenadović, le grand-père du poète Milan Rakić. Une inscription sur le mur de l'abside précise que le maître architecte de l'édifice était Teodor Teodorović de Šabac. Gravement endommagée lors d'un tremblement de terre en 1998, l'église a retrouvé sa fonction religieuse en 2000.
L'église, monumentale, est caractéristique du style néo-baroque auquel se mêlent des éléments empruntés à l'architecture classique tardive. Elle est composée de trois parties, celle du narthex, celle de la nef et celle de l'autel. Elle est dépourvue de dôme. Un haut clocher avec des moulures en plâtre domine la façade occidentale.
Elle abrite des icônes peintes par Lazar Krđalić et par d'autres maîtres des premières décennies du XIXe siècle. Une icône représentant saint Georges a été réalisée par Jeremija Mihailović. Les icônes représentant la Mère de Dieu et le Christ ont été peintes par Nikola Apostolović entre 1808 et 1810.

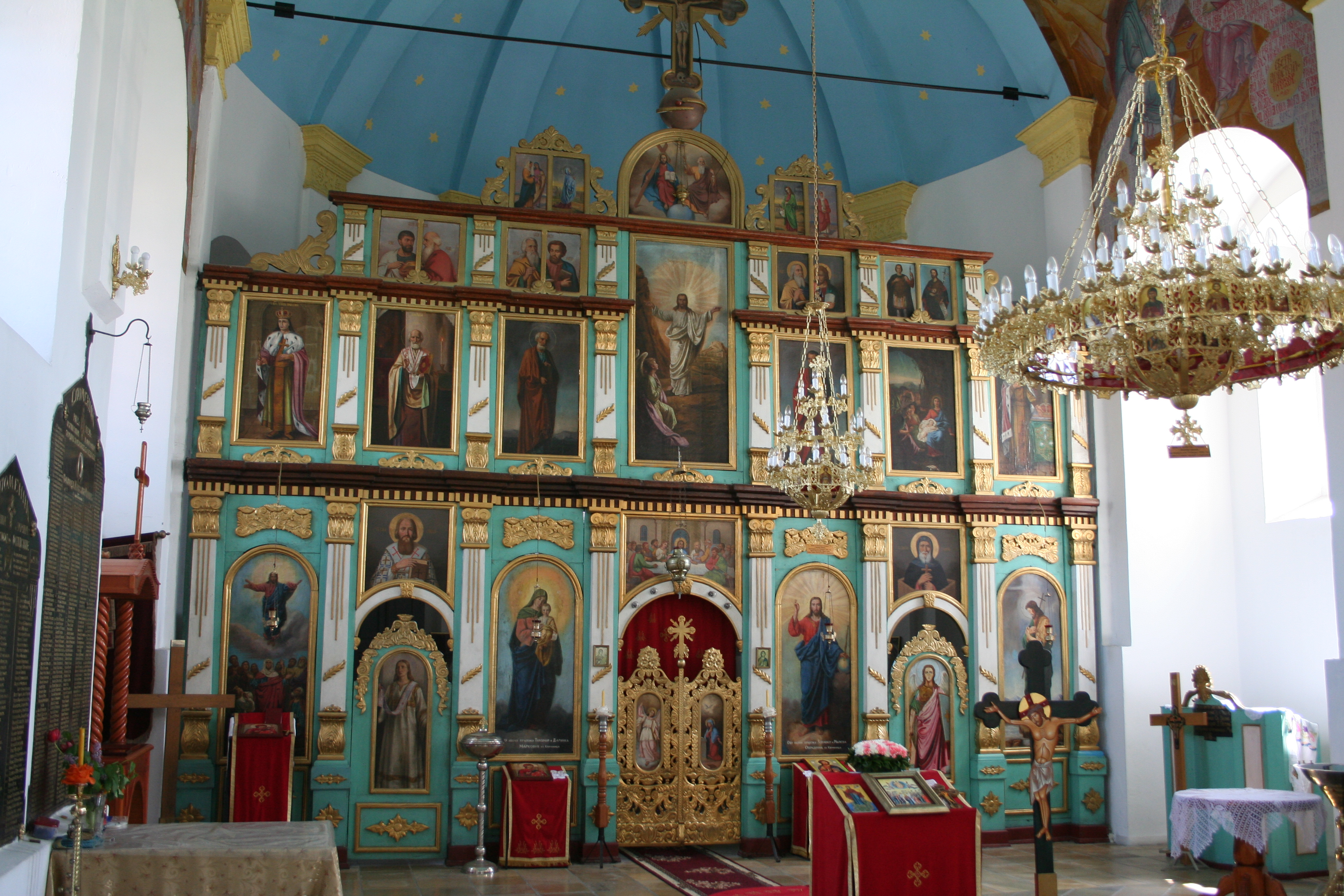
L'iconostase de l'église.